# باوليستا
باوليستا هو نادي كرة قدم برازيلي تأسس في 17 مايو 1909 من عمال شركـة باوليستا لسكة الحديد بمدينية جندياي التي تبعد 60 كم من مدينية ساوباولو. أشتهر النادي عالميا بعد إحرازه كــأس البرازيل لكرة القدم في 2005.

## أبرز اللاعبون
- جيرسون - Gérson
- جـوراندير - Jurandir
- مـانسيني - Mancini
- مارسينو - Marcinho
- مارتينيلي - Martinelli
- ني ني
- ريفر
- ريكاردو - Ricardo
- فيكتور لياندرو

## وصلات خارجية
- الموقع الرسمي